# Pteraeolidia
Pteraeolidia is een geslacht van weekdieren uit de klasse van de Gastropoda (slakken).

## Soorten
- Pteraeolidia ianthina (Angas, 1864)
- Pteraeolidia semperi (Bergh, 1870)